# Bernadette Chirac (rose)
'Bernadette Chirac' est un cultivar de rosiers obtenu en 1979 par la maison Delbard. Il porte le nom de Bernadette Chirac, épouse du président de la République française Jacques Chirac, qui était à l'époque maire de Paris (1977-1995).

## Description
Cet hybride de Rosa rugosa se présente sous la forme d'un arbuste vigoureux très épineux et légèrement drageonnant, pouvant atteindre 170 cm. Ses fleurs  doubles (17-25 pétales) en forme de coupe fleurissent en bouquets, montrant une belle couleur abricot aux nuances jaunes ou orange (comme un coucher de soleil), plus foncée sur le bord des pétales. La floraison est spectaculaire tout au long de la saison et les fleurs exhalent un agréable parfum,. 
Ce rosier fort vigoureux résiste à des hivers froids; il a besoin d'être taillé avant le début du printemps et les fleurs fanées doivent être ôtées pour lui permettre de refleurir. Il peut être utilisé en haie défensive ou pour illuminer les parterres de juin à fin octobre.
Il est issu d'un croisement de semis Rosa rugosa Thun. et de pollen ['First Edition' x 'Floradora'].